# 美濃太田車両区
美濃太田車両区（みのおおたしゃりょうく）は、岐阜県美濃加茂市にある東海旅客鉄道（JR東海）の車両基地である。同社東海鉄道事業本部の管轄。高山本線および太多線で運用される一般形気動車が配置されている。基地への引き込み線は美濃太田駅を出て太多線を少し多治見方向に進んだ地点から分岐している。

## 歴史
- 2001年（平成13年）4月1日 - 美濃太田運輸区の検修部門を分離、改称し発足[2]。ただし1966年には既にこの地に美濃太田機関区気動車基地が設けられている[3]。

## 配置車両の車体に記される略号
- 旅客車 - 「海ミオ」…東海鉄道事業本部を意味する「海」と、美濃太田を意味する「ミオ」から構成される。
- 機関車 - 「美」…美濃太田を意味する「美」から構成される。

## 配置車両
以下は、2023年4月1日現在の配置車両である。

### 気動車
キハ25形気動車
- 0番台+100番台の2両編成5本10両（P1 - P5編成）、1000番台+1100番台2両編成8本16両（P101 - P108編成）の計26両が配置されている[1]。
- P1 - P5編成は2015年3月に名古屋車両区からの転入、P101 - P108編成は2014年度の新製配置である。なお、2017年3月に名古屋車両区からM4編成（1012+1112）が転入したが[4]、2019年3月5日付で名古屋車両区に戻っている[5]。
- 高山本線岐阜駅 - 猪谷駅間、太多線で運用される。全車両がワンマン運転に対応している。

キハ75形気動車
- 1200+1300番台2両編成3本（1203+1303・1204+1304・1205+1305）、3200+3300番台2両編成3本（3206+3306 - 3208+3308）、3400+3500番台2両編成6本（3401+3501 - 3406+3506）の計24両が配置されている[1]。
- 2015年3月に24両が名古屋車両区から転入した。なお、2017年3月に1200+1300番台2両編成1本（1203+1303）が名古屋車両区に再度転出したが[4]、2019年3月11日付で美濃太田車両区に戻っている[5]。
- 高山本線岐阜駅 - 下呂駅間、太多線で運用される。下4桁が3000番台の車両はワンマン運転に対応している。繁忙期には快速「みえ」の応援に入ることもある。

キヤ97系気動車
- キヤ97形200番台2両・キヤ96形6両・キサヤ96形5両の計13両が配置されている[1]。
- ロングレール運搬用の事業用車で、R101の編成番号を名乗っている。

### 過去の配置車両
民営化後まで配置されていた車両のみ。
- DD51形ディーゼル機関車

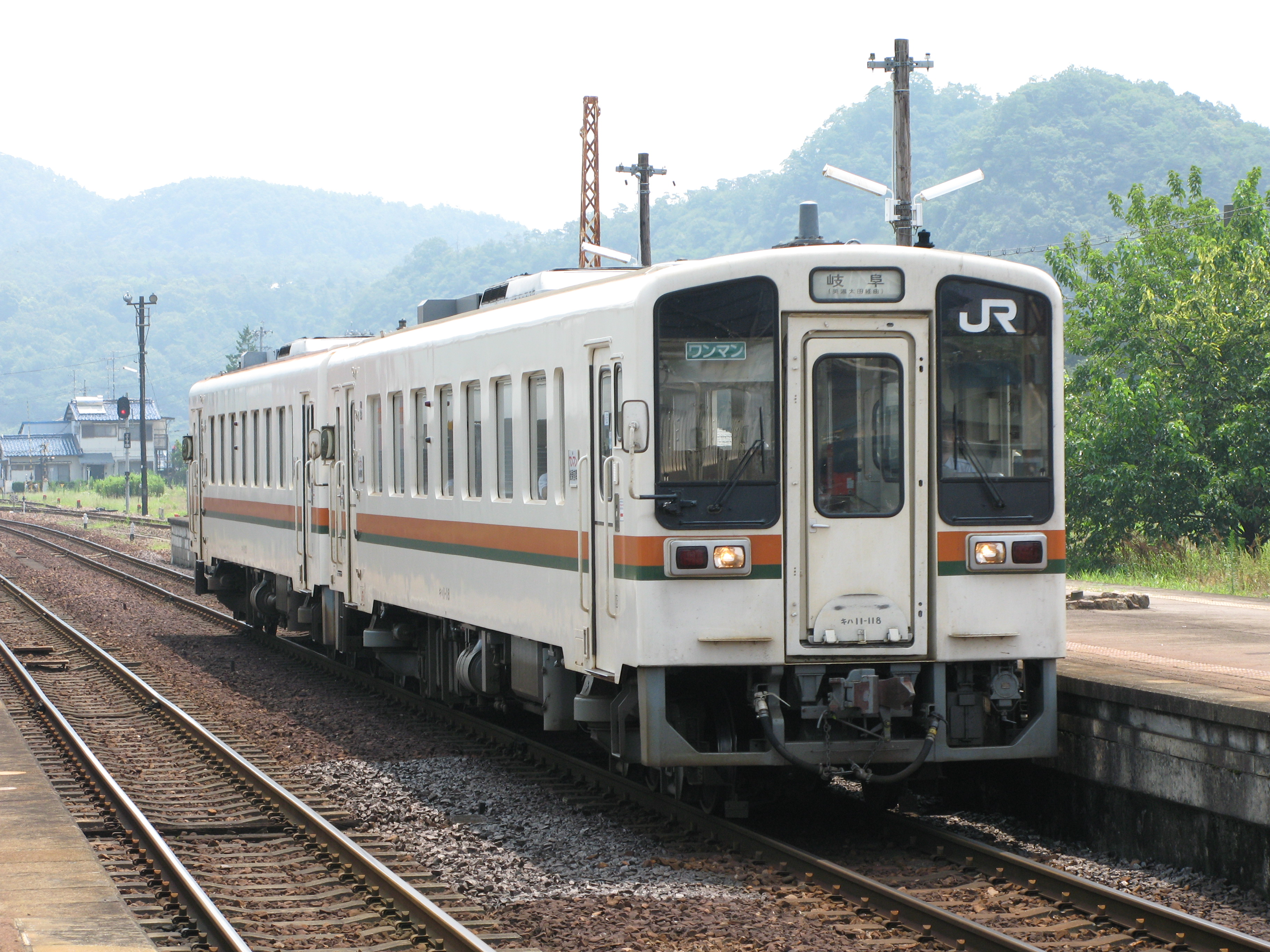
キハ11形100番台

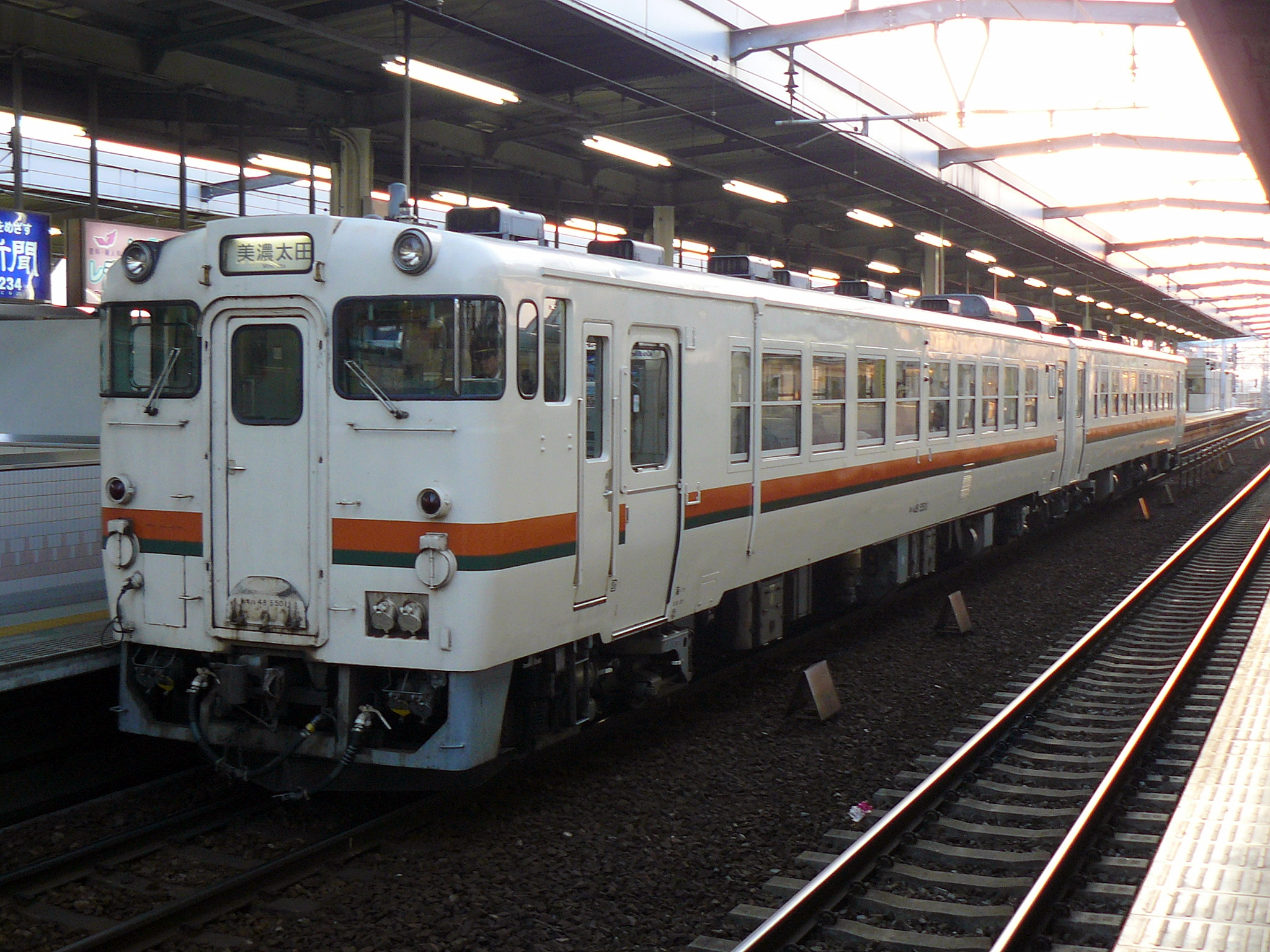
キハ48形5500番台

  - 749・791が配置されており、後者は「ユーロライナー」塗装であった。主に工事列車の牽引で使用されていた。前者は2007年3月に、後者は2007年5月にそれぞれ廃車回送が行われた。
- DE10形ディーゼル機関車
  - 工場に入出場する車両の牽引や車両基地内での入換作業などで使用されていた。2008年度に全車廃車となった。
- DE15形ディーゼル機関車
  - 除雪用車両。1531・1541が配置されていた。1541号機はは2012年度にJR西日本に売却。1531号機のみが保留車として浜松工場に留置されていたが、2012年度に全車廃車となった。
- 12系客車
  - トロッコファミリー号に使用されていたスハフ12形2両が配置されていた。
- オハフ17形
  - トロッコファミリー号に使用されていたオハフ17形2両が配置されていた。
- 14系客車
  - ユーロライナー増結用の車両（ユーロピア）が配置されていた。
- キハ58系気動車
  - 普通列車や急行用に配置されていた。2001年度をもって定期運用を離脱した。2002年度以降はキロ28 2303のみが保留車として在籍していたが、2008年度に廃車された。
- キハ11形気動車
  - 2014年4月時点では100番台17両と借入車200番台2両が配置されていた。全車両がワンマン運転に対応していた。
  - 高山本線岐阜 - 白川口間や太多線で運用されていた。トイレがないため高山本線美濃太田以北にはほとんど乗り入れなかった。車両数に余裕があったため、鈴鹿サーキットでのF1日本グランプリ開催時などは他地区へ貸し出されることもあった。
  - 2015年3月のダイヤ改正をもって定期運用がなくなり、同月に100番台7両が廃車され、3両が伊勢車両区に転出した。JR東海交通事業からの借入車であった200番台の203・204も同社に返却された。残る7両も同年4月に廃車され、ミャンマーやひたちなか海浜鉄道に譲渡された。
- キハ40系気動車
  - 2014年4月時点では、キハ40形は5500番台1両・5800番台1両・6300番台5両、キハ47形は5000番台2両・6000番台3両、キハ48形は3800番台5両・5500番台4両・5800番台4両・6500番台2両・6800番台9両の計36両が配置されていた。
  - 下3桁が300または800番台の車両はワンマン運転に対応していた。
  - 太多線と高山本線岐阜 - 猪谷間で運用されていた。キハ40形のワンマン運転対応車はごく稀にJR東海交通事業城北線を走ることがあった。
  - 2003年10月1日ダイヤ改正までは西日本旅客鉄道（JR西日本）の区間にも乗り入れ、富山駅までの高山本線全線に亘って運用された。
  - 2015年3月のダイヤ改正をもって太多線から撤退。2015年6月30日をもって高山本線からも撤退し、定期運用がなくなった。
  - 2014年度はキハ47形5000番台2両・6000番台2両とキハ48形3800番台1両・5500番台2両の計7両が廃車され、キハ48形3800番台2両・6800番台2両の計4両が伊勢車両区に転出した。2015年度には、キハ40形5800番台1両・6300番台5両、キハ47形6000番台1両、キハ48形3800番台2両・5500番台2両・5800番台4両・6500番台1両・6800番台6両の計22両を廃車するとともに、キハ40形5500番台1両とキハ48形6500番台1両・6800番台1両の計3両が伊勢車両区に転出し全廃となった。2015年度廃車分の一部はミャンマーに譲渡された。

## 保存車両

### 現在の保存車両
2023年11月現在、キハ85-1を除き車籍はない。
- 103系電車
  - クモハ103-18
    - 旧神領電車区F15編成の先頭車。
- キハ58系気動車
  - キハ58 787
- キハ35系気動車
  - キハ30 51
- キハ85系気動車
  - キハ85-1
    - 2023年3月18日にキハ85-1108、キハ84-4、キロハ84-9、キハ85-207と回送されたが、キハ85-1のみがここに留まった。
- トキ900形貨車[7]
  - トキ4837
    - 2000年（平成12年）に残っていた下回りから浜松工場で復元され、保管・展示されていた。

### リニア・鉄道館へ搬出された車両
- 381系電車
  - クロ381-11
  - クハ381-1

旧神領電車区P3編成。このうちクロ381-11は老朽化のため2019年6月に浜松運輸区へと陸送され、後に解体された。[8]
- 165系電車
  - クモハ165-108
    - 旧神領電車区T8編成。
- キハ82系気動車
  - キハ82 73
- オハ47形客車
  - オハ47 2098

### 保存後解体
キハ180-1を除く全車両が2013年2月から3月にかけて浜松運輸区へと陸送の後、解体された。
- オハフ46形客車
  - 2008[9]
  - 2009[10]
  - 2027[11]

イベント列車で運用されていた。
- 381系電車
  - モハ381-1
  - モハ380-1

旧神領電車区P3編成。[12]
- 165系電車
  - モハ164-72[13]
  - クハ165-120[14]

旧神領電車区T8編成。
- キハ58系気動車
  - キハ28 2353[15]
  - キロ28 2303[12]

キハ28は伊勢車両区、キロ28は名古屋車両区にそれぞれ配置されていた。
- キハ80系気動車
  - キハ82 105
  - キハ80 99
  - キロ80 60

名古屋車両区に配置されていた。[16][17]
- オハ35形客車
  - オハ35 2329[18]
- キハ181系気動車
  - キハ180 1 （JR四国色）[19]